# Paralbara
Paralbara és un gènere de papallones nocturnes de la subfamília Drepaninae.

## Taxonomia
- Paralbara muscularia Walker, 1866
- Paralbara achlyscarleta Chu & Wang
- Paralbara perhamata Hampson, 1892
- Paralbara spicula Watson, 1968
- Paralbara pallidinota Watson, 1968
- Paralbara watsoni Holloway, 1976